# HU-210
HU-210 (alternativni naziv: - ) je psihotropna tvar. Dio skupine novih psihoaktivnih tvari. U Hrvatskoj su uvrštene izmjenama i dopunama uvrštene na Popis droga, psihotropnih tvari i biljaka iz kojih se može dobiti droga te tvari koje se mogu uporabiti za izradu droga donesenim od strane Ministarstva zdravstva i socijalne skrbi Republike Hrvatske ( Narodne novine br.: 19, 11. veljače 2011.). 
Kemijsko ime je 1,1-dimetilheptil-11-hidroksitetrahidrokanabinol. Sintetički egzogeni klasični kanabinoid i analogan je Δ9-THC-u. Ovaj moćan sintetički kanabinoid sintetiziran je oko 1988. godine. HU-210 pronađen je kao dio biljne mješavine spicea, a kao zasebna tvar još se nije pojavio. HU-210 izaziva biokemijske, farmakološke te promjene u ponašanju. Pokazalo se kako je HU-210 mnogo snažniji u vezivanju na receptor CB1 neurona od THC-a.

## Vanjske poveznice
- https://www.uredzadroge.hr  Arhivirana inačica izvorne stranice od 30. prosinca 2019. (Wayback Machine)
- https://www.nijd.uredzadroge.hr  Arhivirana inačica izvorne stranice od 30. prosinca 2019. (Wayback Machine)